# Callipterinella minutissima
Callipterinella minutissima är en insektsart som först beskrevs av Stroyan 1953. Enligt Catalogue of Life ingår Callipterinella minutissima i släktet Callipterinella och familjen långrörsbladlöss, men enligt Dyntaxa är tillhörigheten istället släktet Callipterinella och familjen borstbladlöss. Arten är reproducerande i Sverige. Inga underarter finns listade i Catalogue of Life.